# Josephus Lambertus van Engeland
Josephus Lambertus van Engeland (Zesgehuchten, 5 april 1881 - Eindhoven, 27 januari 1971) is een voormalig wethouder van de Nederlandse stad Eindhoven. Van Engeland werd geboren als zoon van Cornelis van Engeland en Henrica Verhuijzen. 
Hij was burgemeester van Tongelre van 1910 tot de annexatie in 1920, daarna wethouder van Financiën van Eindhoven van 1920 tot 1942. Hij werd op non-actief gesteld op verordening van de Rijkscommissaris. In september 1944 werd hij noodraad in Eindhoven tot september 1945, daarna raadslid tot 1962.
Josephus Lambertus van Engeland was Ridder in de Orde van Oranje-Nassau.
Hij trouwde  te Zesgehuchten op 6 augustus 1907  met Maria Cecilia Verheugt, dochter van Peter Verheugt en Maria Catharina van Stekelenburg, geboren te Zesgehuchten op 22 november 1872. 

## Trivia
- In het stadsdeel Tongelre lag het 'Sportpark Burgemeester van Engeland' aan de Josef Israëlslaan met 4 voetbalvelden, 3 verlichte oefenvelden, 13 tennisbanen waarvan 6 verlicht en 1 handboogaccommodatie; Het complex is onlangs verdwenen om plaats te maken voor de nieuwe woonwijk 'Tongelresche Akkers'.
- In Tongelre ligt het naar hem vernoemde 'Van Engelandpad'; Het 'Van Engelandpad' is nu ook onderdeel van de nieuwe woonwijk en is omgedoopt tot Harpstraat.